# NGC 7102
NGC 7102 est une galaxie spirale barrée située dans la constellation de Pégase. Sa vitesse par rapport au fond diffus cosmologique est de 4 498 ± 24 km/s, ce qui correspond à une distance de Hubble de 66,3 ± 4,7 Mpc (∼216 millions d'al). NGC 7102 a été découverte par l'astronome allemand Albert Marth en 1863. Elle fut également observée par l'astronome français Guillaume Bigourdan le 27 octobre 1894 et par la suite listée comme IC 5127 au sein de l'Index Catalogue, à la suite d'une erreur d'identification.
La classe de luminosité de NGC 7102 est II et elle présente une large raie HI. Selon la base de données Simbad, NGC 7102 est une galaxie candidate au titre de galaxie active.
À ce jour, quatre mesures non basées sur le décalage vers le rouge (redshift) donnent une distance de 23,150 ± 0,614 Mpc (∼75,5 millions d'al), ce qui est à loin à l'extérieur des valeurs de la distance de Hubble. Notons que c'est avec la valeur moyenne des mesures indépendantes, lorsqu'elles existent, que la base de données NASA/IPAC calcule le diamètre d'une galaxie et qu'en conséquence le diamètre de NGC 7102 pourrait être d'environ 37,7 kpc (∼123 000 al) si on utilisait la distance de Hubble pour le calculer.

## PGC 214783, galaxie compagne?
NGC 7102 forme probablement une paire de galaxies avec PGC 214783, une galaxie (spirale ?) vue par la tranche et située au sud sud-ouest de NGC 7102. La distance de Hubble de PGC 214783 est égale à 64,89 ± 4,56 Mpc (∼212 millions d'al).

## Supernova
La supernova SN 2003iw a été découverte dans NGC 7102 le 17 octobre 2003 par les astronomes amateurs britanniques Mark Armstrong et Tom Boles. D'une magnitude apparente de 17,6 au moment de sa découverte, elle était de type II.